# The Story of Will Rogers
Pour plus de détails, voir Fiche technique et Distribution.
The Story of Will Rogers est une comédie américaine biographique sur Will Rogers, réalisée par Michael Curtiz, sorti en 1952. Le film met en vedette Will Rogers Jr. (en) qui y joue le rôle de son père.

## Fiche technique
- Titre français : The Story of Will Rogers
- Réalisation : Michael Curtiz
- Scénario : Frank Davis, Stanley Roberts, Jack Moffitt et Betty Blake Rogers
- Photographie : Wilfred M. Cline
- Musique : Victor Young
- Société de production : Warner Bros.
- Pays d'origine : États-Unis
- Format : Couleurs - 1,37:1 - Mono
- Genre : Comédie biographique
- Durée : 109 minutes
- Dates de sortie :
  - États-Unis : 27 juillet 1952

## Distribution
- Will Rogers Jr. (en) : Will Rogers
- Jane Wyman : Betty Rogers
- Carl Benton Reid : Sénateur Clem Rogers
- Eve Miller : Cora Marshall
- James Gleason : Bert Lynn
- Slim Pickens : Dusty Donovan
- Noah Beery Jr. : Wiley Post
- Mary Wickes : Mrs. Foster
- Steve Brodie : Dave Marshall
- Margaret Field : Sally Rogers
- Eddie Cantor : Lui-même

Parmi les acteurs non crédités
- Dub Taylor : Acteur (scènes supprimées)
- Victor Adamson : Will
- Larry J. Blake : Détective
- Monte Blue : Délégué d'Oklahoma
- Don Brodie : Reporter
- Bob Burns : Citadin à la fête
- David Butler : Lui-même
- William Forrest : Florenz Ziegfeld
- Art Gilmore : Annonceur de la convention politique
- Eddie Marr : Bonimenteur
- Alphonse Martell : Français
- Sammy McKim : Scotty
- Alberto Morin : Étranger
- Jack Mower : Conducteur
- J. Carrol Naish : Narrateur de la scène d'ouverture
- Paul Panzer : Délégué
- Jay Silverheels : Joe Arrow
- Olan Soule : Howard
- Charles Wagenheim : Sam
- Tom Wilson : Machiniste